# Tonney Gene Salazar
Tonney Gene Salazar es una abogada y política colombiana, que se desempeñó como Gobernadora de San Andrés y Providencia.  

## Reseña biográfica
Nativa de San Andrés, estudió Derecho en la Universidad de La Sabana, en Bogotá, de donde se graduó con título de Abogada. En la misma institución se especializó en Conciliación, Planeación para la Educación Ambiental y Derecho Administrativo.
Fue asesora jurídica de la Gobernación de San Andrés, del banco BBVA y de la aseguradora Porvenir, así como abogada de la Corporación Ambiental Coralina y de la Fiduciaria de Occidente. Ha enseñado en la Escuela Superior de Administración Pública, la Universidad Santo Tomás y en el Servicio Nacional de Aprendizaje.
En el sector público se desempeñó como Defensora Pública de San Andrés entre 2009 y 2014, asó como Secretaria del Interior del Departamento y Jueza de Ejecuciones Fiscales de la Gobernación. Desde 2014 se desempeña como Defensora del Pueblo de San Andrés.
En septiembre de 2019 fue designada por el presidente Iván Duque como Gobernadora encargada de San Andrés, al ser parte de la terna enviada por el Partido Liberal para terminar el mandato del destituido mandatario Ronald Housni Jaller. Durante su mandato fue investigada por supuesta participación en política. Ejerció el puesto hasta el 31 de diciembre de 2019.